# Zarod
Zarod (Russisch: Зарод; "hooimijt") is een 1365 meter hoge tafelberg aan de rand van de bergketen Kodar in het noorden van de Russische regio Transbaikal. De berg ligt ten noordwesten van de dorpen Kjoest-Kemda en Tsjara in het centrale deel van het district Kalar in het noorden van de kraj Transbaikal. Het is sinds 1983 een natuurmonument en is opgenomen in het in 2018 opgerichte nationaal park Kodar.

## Naam
De naam van de rotsformatie verwijst naar de afgeplatte top met steile hellingen die het vanaf het dorp Tsjara gezien doen denken aan een grote hooiberg. De Evenken noemen de berg Ott-Chaja (Отт-Хайя). Een van de grillige rotsvormen op de hellingen is een kigiljach (Jakoets: zuilvormige rots) en wordt gebruikt binnen cultussen.

## Geografie
De grote granieten rots is een van de afgebroken stukken pluton van het Kodargebergte en wordt aan alle kanten omringd door breuken. Aan noord-, oost- en zuidzijde zijn doordat er aan beide zijden een gletsjer omheen loopt tevens afzettingen hiervan (till) te vinden. Aan zuidwestzijde loopt de berg steil af het Zarodmeer (Otto-Kaja-Köl) in. Ten noorden en oosten loopt de rivier de Apsat. Tegenover de berg ligt een 4 kilometer lange puinhelling.
Vanaf de top is er uitzicht over de omringende toppen van de Kodar en de Oedokan en de er tussen gelegen Tsjaralaagte met de bijzondere Tsjarazanden.

## Flora en fauna
Op de hellingen van de berg groeien lariksbossen, die op de zuidelijke hellingen worden afgewisseld met Aziatische berken en ratelpopulieren met ondergroei van Spirea en hondsrozen. Op en rond de top groeien Siberische dwergden, Betula middendorffii, Cassiope ericoides, moerasrozemarijn en rode bosbes. Ook groeien er veel korstmossen, planten als vedergras, Heteropappus hispidus, Amblynotus rupestris, Viola dactyloides en de soorten Borodinia macrophylla en Mertensia davurica die op de Russische rode lijst staan op de berg.
Op de berg grazen het Siberisch muskushert, Oessoerihert en andere hoefdieren.